# 제8회 서울국제대안영상예술페스티벌
제8회 서울국제대안영상예술페스티벌은 2008년 8월 16일에 열린 시상식이다.

## 수상 및 후보

### 전세계 초청전
- 무빙파노라마 - 변재규
- 주자가 고독할 때 - 김종국
- 발 만져주는 여자 - 이도
- 마이 스윗 레코드 - 박효진
- 10년의 셀프초상 - 유지숙
- 창문 너머 별 - 원
- 혁명가적 자질: 자아관념 - 고창민
- 봄날의 비행 - 최성우
- 영靈의 지점 - 정병목
- 제1막, 2장 - 김다경  외 여러명
- 꽃이 만발 아가야 울지마 - 신현정
- 우리 아버지는 간첩입니다 - 이성태
- 루치아의 자동인형 - 황보임
- 허락해주세요 - 김다운
- 다찌마와 Lee - 류승완
- 너무 많이 본 사나이 - 손재곤
- 불한당들 - 장훈
- 스펙터클 인 서울 - 최수진
- repose - 임지영
- 모두들 괜찮아요? - 박인서 외 1명
- 가라사대 - 임미랑
- 팬옵티콘 코리아 - 전승일
- 누드의 민망함에 관한 연구-교수와 여대생, 미술실기지도 - 한계륜
- flover - Huang Po-Chin
- beat, Rhythm, Anima - Chang Yung-ta
- 너 - 정자영
- 호라이즌 데이즈 - 임지영
- 인공도시 - 최규완
- 비대칭 - 김순아
- I'm watching you - 손은영
- 사계절 - 박경선
- 가출한 남자 - 조범주 외 1명
- cross - 오용석
- 24fps - 아키히토 이토
- The Hole - 신현정
- 네 번째 이사? 나는 최선을 다했다 - 김남표
- 사랑, 이전부터 이후 - 한성남
- 질문을 하다 - 박효진
- 견딜 수 있겠는가 - 김태구
- 3 - 유준석
- 모발이식 - 양완석 외 1명
- D-? - 유소라
- 주사기 - 김경태 외 1명
- FCP SERIES - 송기원
- 쁘와송 다브릴 - 허인
- 나의 아버지 - 김희철
- 동이영화-동거의 법칙 - 이중영
- 다홍이와 푸름이의 건조대위의 사랑 - 이동욱
- 돌아온 소년 탐정 김전일 - 안일환
- 쌓기 - 신미리
- 언고잉 홈 Un/going home - 김영란
- 사적인 바다 - 김혜미
- Ultra Super powerful father - 김희정
- 육면체 - 김병규
- 오버 - 박영임
- herstory - 전승훈 외 여러명
- 엄마를 찾아서 - 정호현
- 하이드릭(Hydric) - 송주명
- 당신은 공중에서 내려오지 마라 - 한받
- moment - 김세희
- 봄날의 빨간 코트 - 성한나
- 버터빵 - 신소영
- Image Relay - 신소영
- 픽토그램: 바른생활 아가씨 - 김하나
- 오 사랑스런 나의 처녀 - 이윤정
- 빨간진주 - 이진주
- 우리 - 뮌
- 라라 라라라 - 한주희
- 플라로이드 작동법 - 김종관
- 이별 - 이홍재
- 푸른 어깨 - 정자영
- 양상치 샐러드 - 김소영
- 기념사진 - 김세진
- 외로움 - 이정호
- 안녕하십니까 저는 이정석입니다 - 이정석
- 공존 - 김진석
- Remember me? - 김치업
- lost and found - 신영재
- 플레잉 온 더 그라운드 - 변금윤
- 모조품 - 홍은지
- 나프탈렌 - 김종훈
- 마르타의 독백 - 안선경
- 13의 아해 - 최상순
- 눈물이 생기는 경로 - 조수진
- 너의 하늘을 보아 - 김삼력

### 친구열전
- Theme Song - Vito Acconci,
- Vertical Roll - Joan Jonas
- Now - Lynda Benglis
- Possibly in Michigan - Cecelia Condit
- Secrets from the Street: No Disclosure - Martha Rolser
- 자카르타의 항구 - 가린 누그로호
- 바다에서 - 존 조스트
- If Every Girl Had A Diary - 새디 베닝
- GO DYKE! GO! - Maureen Bradley
- TRIPLE AXXXEL - Lamathilde
- SEXTOYS - Lamathilde
- DILDANCES - Lamathilde
- A ZANI AND A SQUIRREL - Frederick Belzile
- KAREO_K.MOV - Frederick Belzile
- FALLING - Frederick Belzile
- RECOMMENDED DAILY ALLOWANCE - Diyan Achjadi
- KEEPING QUIET - Diyan Achjadi
- HOOPING 2 - Diyan Achjadi
- The King v. Picarrielo and Lassandro - Gisele Amantea
- A folded bridge - Jenny Lin

### 전시제 부문
- 정신풍경 - 페이 웬시에
- 붉은 개화 - 린치아오 팡
- 균열 - 맥신휴 외 여러명
- 반영 - 카오슈안 칭 외 여러명
- 거품 - 첸위이런 외 여러명
- 열세달 - 치아린 외 여러명
- 엘리베이터 - 민완천 외 여러명